# Chiesa della Madonna degli Angeli (Savona)
La chiesa della Madonna degli Angeli è un edificio religioso che sorge sulle alture di Savona, in posizione panoramica e in prossimità dell'omonimo forte.

## Storia
Fu costruita da un frate cappuccino, Gio Ambrogio Pavese, sul finire del secolo XVI. La piccola chiesa sorge con la facciata rivolta a est, quasi a guardare la città.
A Ottobre 2009 prosegue la raccolta fondi per il recupero ed il restauro della chiesetta di Nostra Signora degli Angeli, la cappelletta, posta sulle alture dell’Oltreletimbro, che domina la città di Savona.
Nel Marzo 2014 si ha la scomparsa dei soldi per il restauro della chiesetta di Nostra Signora degli Angeli.

## Caratteristiche

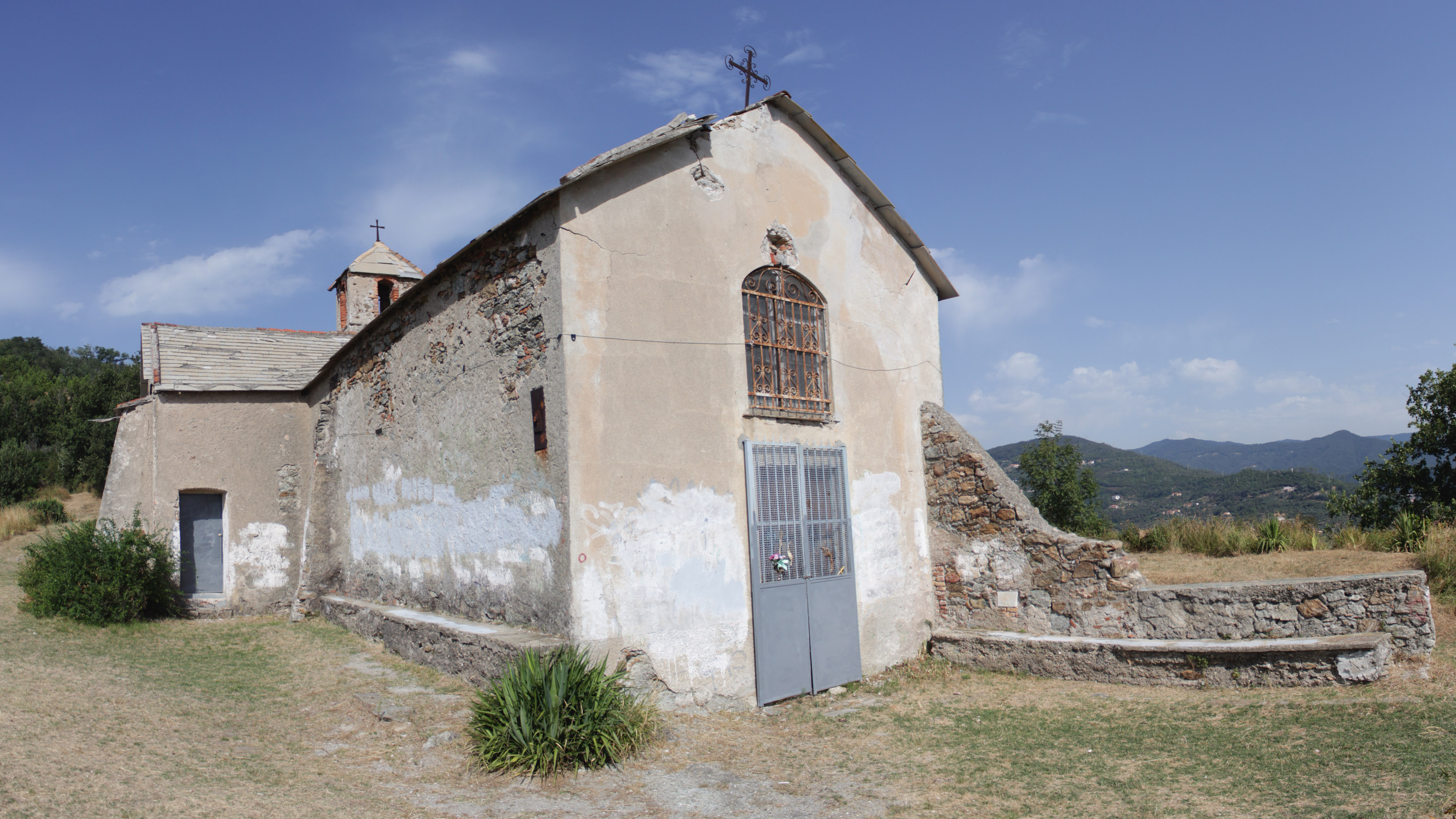
Chiesa della Madonna degli Angeli, Savona

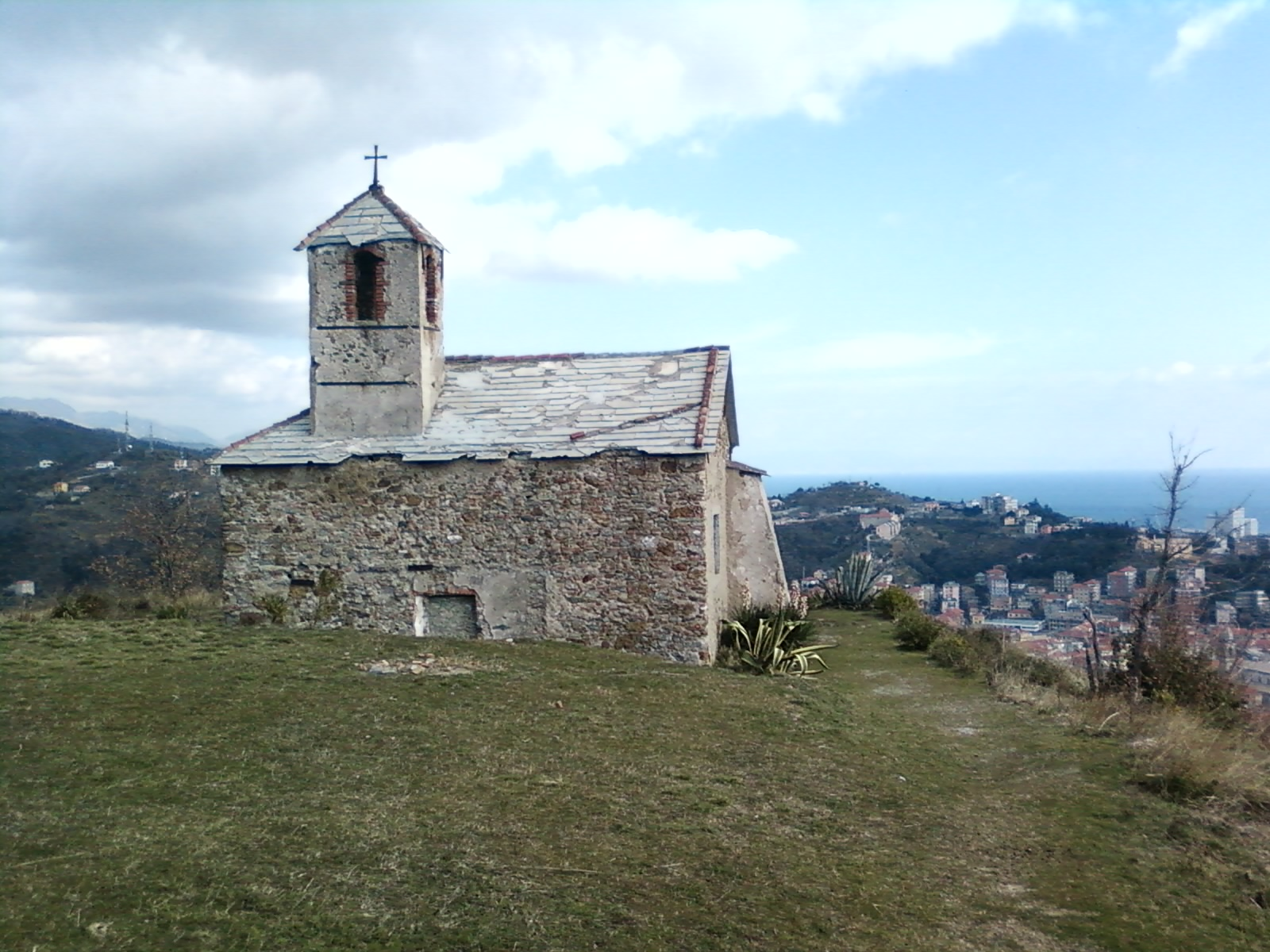
Campanile e sacrestia della Chiesa della Madonna degli angeli

Posta a mezza costa lungo le pendici della collina, è raggiungibile solo a piedi sia dal fondovalle che da una strada sterrata che le passa alle spalle. L'edificio ha navata unica con volta a sesto ribassato (quasi piatta) e presbiterio quadrato. Ai lati del piccolo altare due porte, poste sulla parete di fondo, conducono l'una in sacrestia e l'altra nel campanile. La chiesa non presenta pitture o decorazioni e ha un tetto in "ciappe" di ardesia molto deteriorato dal quale filtra acqua piovana all'interno. Per tali motivi l'edificio non è oggi in un buono stato di conservazione.